# Червинский, Игорь Владимирович
Игорь Владимирович Червинский (укр. Ігор Володимирович Червинський; род. 16 декабря 1981, Харьков, СССР) — украинский пловец, победитель и многократный призер чемпионатов Европы по плаванию, призер чемпионатов мира, участник четырех Олимпийских игр. Экс-рекордсмен Европы среди юниоров. Заслуженный мастер спорта Украины.

## Биография
Игорь Червинский родился в Харькове, где и начал заниматься плаванием. Первыми тренерами парня был Исмаил Садыков. Игорь окончил Харьковское государственное высшее училище физической культуры № 1 и юридическую академию имени Ярослава Мудрого. 
Кроме плавания вольным стилем на 1500 и 800 метров, где он достиг наибольших успехов в карьере, Червинский участвует в марафонских заплывах на открытой воде. Впрочем, выдающихся результатов на международной арене в этой дисциплине ему получить не удалось, хотя он неоднократно становился победителем чемпионата Украины. 
Пик карьеры Игоря Червинского пришелся с конца 90-х на начало 2000-х годов. Игорь неоднократно поднимался на верхнюю ступень пьедестала почета на различных юниорских соревнованиях, установив даже рекорд Европы среди спортсменов своего возраста. На взрослых чемпионатах Европы по водным видам спорта и Всемирных Универсиадах украинскому пловцу удалось собрать медали всех сортов, он выигрывал «золото» континентального первенства на короткой воде, становился серебряным призером чемпионатов мира. Игорь Червинский установил 6 рекордов Украины на дистанциях 800 и 1500 метров вольным стилем и в эстафетном плавании в 25- и 50-метровых бассейнах. 
Отдельно следует отметить тот факт, что Червинский участвовал в трех летних Олимпийских играх, однако, к сожалению, ни разу даже не приблизился к главной тройки призеров. В Сиднее в 2000 году он показал 8-й результат на своей коронной дистанции 1500 метров вольным стилем со временем 15.08,80. Игры в Афинах 2004 года стали еще менее удачными — Игорь был лишь десятым. А в 2008 году в Пекине Червинский соревновался на дистанции 10 км и занял 12 место. 
В июне 2012 года Игорь Червинский занял седьмое место на квалификационном турнире по плаванию на открытой воде, который состоялся в португальском Сетубале, и получил право соревноваться на четвертый раз подряд в Олимпиаде.